# Xian de Nanjing
Pour les articles homonymes, voir Nanjing (homonymie).
Le xian de Nanjing (南靖县 ; pinyin : Nánjìng Xiàn) est un district administratif de la province du Fujian en Chine. Il est placé sous la juridiction de la ville-préfecture de Zhangzhou.

## Démographie
La population du district était de 338 966 habitants en 1999.